# Targelias

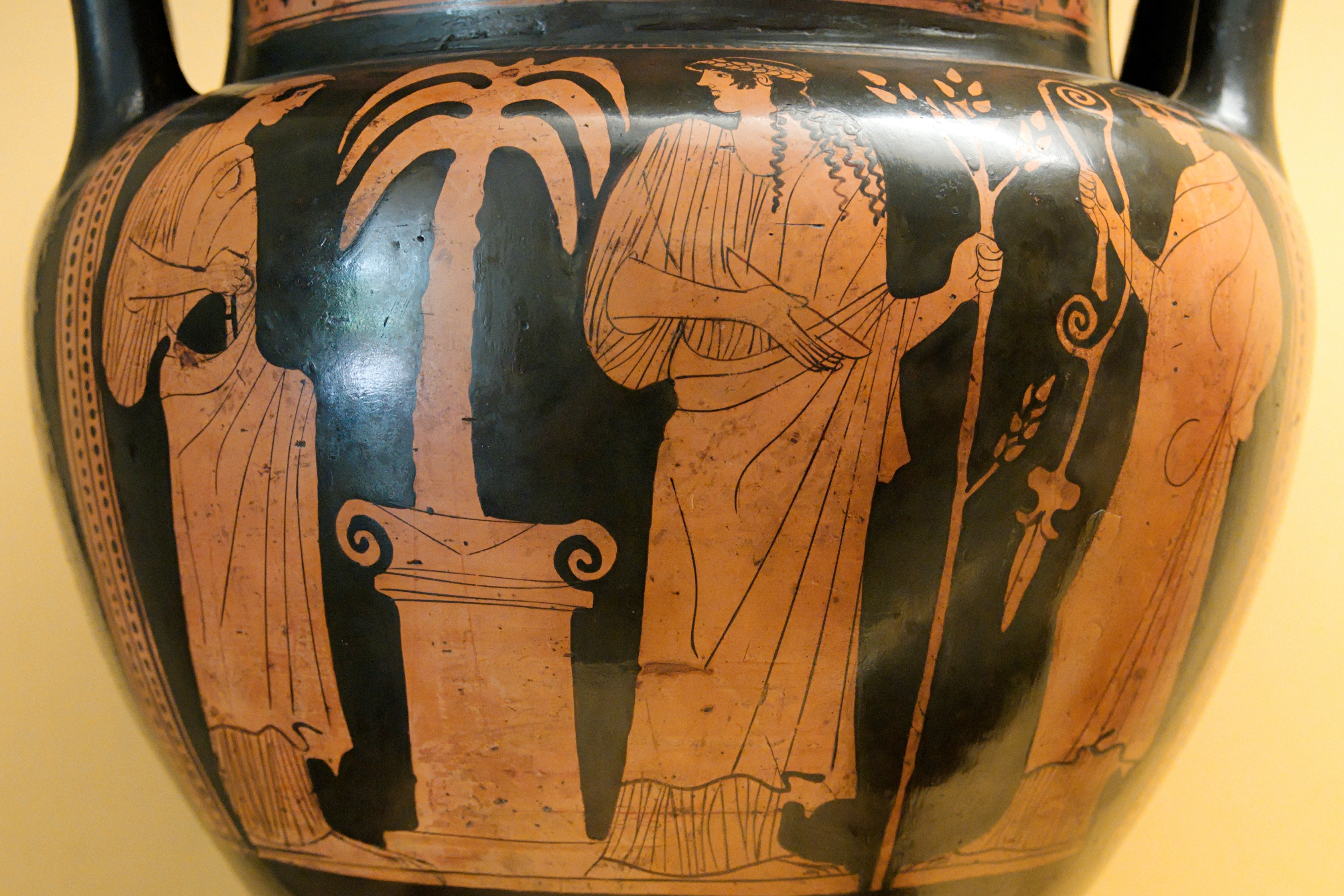
A la izquierda, Artemis con una jarra; en medio, Apolo con rama de laurel y una pátera para practicar la libación; a la derecha la personificación del lugar, la isla de Delos. Crátera de columnas ática de figuras rojas.

Las Targelias (griego θαργήλια) eran una de los principales festividades religiosas atenienses en honor de Apolo y Artemisa, celebrados en su cumpleaños, el sexto y séptimo día del mes de Targelión (hacia el 24 y 25 de mayo).
Esencialmente un festival agrícola, las Targelias incluían una ceremonia purificadora y expiatoria. Mientras el pueblo ofrecía los primeros frutos de la tierra al dios en muestra de agradecimiento, era al mismo tiempo necesario propiciarlo, para que no arruinara la cosecha por el calor excesivo, posiblemente acompañado de la peste. La purificación precedía al servicio de acción de gracias. Sobre el sexto día unas ovejas eran sacrificadas a Deméter Cloe en la acrópolis, y quizás unos cerdos a las Moiras, pero ritual más importante era el siguiente. Dos hombres (los pharmakoí, en singular pharmakós, φαρμακός) eran escogidos, entre otros motivos por su fealdade física, para morir: uno en representación de los hombres y otro (según algunos se trataba de una mujer), de las mujeres. El día del sacrificio eran paseados por toda la ciudad portando collares de higos secos (negros o blancos según el sexo al que representaban), se les golpeaba en los genitales con cebollas albarranas, varas de higuera u otras plantas salvajes y esquilas. Cuando alcanzaban el lugar del sacrificio en la orilla, eran apedreados hasta morir, su cuerpo quemado y sus cenizas tiradas al mar o dispersadas sobre la tierra, para fertilizarla.
Se está de acuerdo en que un verdadero sacrificio humano tenía lugar, reemplazado en épocas posteriores por una forma más leve de expiación. Así en Leucas un criminal era anualmente lanzado de una roca al mar como chivo expiatorio: pero su caída era atenuada por aves vivas y las plumas se pegaban conectaban a su persona, y los hombres miraban desde abajo en barcos pequeños, quienes lo atrapaban y acompañaban más allá del límite de la ciudad. De forma semejante, en Massilia, con ocasión de una gran calamidad (una plaga o la hambruna), uno de los habitantes más pobres se ofreció voluntariamente como chivo expiatorio. Durante un año fue alimentado a expensas públicas, vestido con prendas de vestir sagradas, conducido por la ciudad en medio de execraciones, y expulsado más allá de los límites de la ciudad.
La ceremonia del séptimo día era de carácter alegre. Toda clase de primicias eran llevadas en procesión y ofrecidas al dios, y en las Pianopsias, ramas de olivo vendadas con lana, llevadas por niños, eran fijadas por ellos en las puertas de las casas. Estas ramas, originalmente pensadas como amuletos para evitar las malas cosechas, fueron después consideradas parte de un servicio suplicante. En el segundo día los coros de hombres y niños tomaban parte en los concursos musicales, cuyo premio era un trípode. Además, en este día eran adoptadas personas que eran solemnemente recibidas en los genos y las fratrías de sus padres adoptivos.